# Fareinikte Partisaner Organisatzije
Die Fareinikte Partisaner Organisatzije (FPO; jiddisch פֿאַראײניקטע פּאַרטיזאַנער אָרגאַניזאַציע YIVO Fareynikte Partizaner Organizatsye, deutsch ‚Vereinigte Partisanen-Organisation‘) war eine jüdische Widerstandsgruppe gegen die deutsche Besatzungsmacht im heutigen Litauen. Die FPO wurde am 21. Januar 1942 in Wilna durch den Zusammenschluss verschiedener zionistischer Jugendverbände, unter ihnen HaSchomer haZaʿir, HaNoʿar haZioni und Betar, und kommunistischer Gruppen zu einer einheitlichen Widerstandsorganisation gebildet. Der Kommunist Jitzchak Wittenberg wurde zum Kommandeur gewählt. Nach dessen Tod am 16. Juli 1943 wurde Abba Kovner zum Nachfolger gewählt. Nach der Liquidierung des Ghettos von Wilna am 23. September 1943 zogen sich die Kämpfer der FPO in den Wald von Rūdninkai zurück, wo sie sich den sowjetischen Partisanen anschlossen, in deren Reihen sie am 13. Juli 1944 an der Befreiung Wilnas teilnahmen. Zu den Kämpfern gehörte Fania Brancovskaja, die fast ihre gesamte Familie verlor.

## Gründung

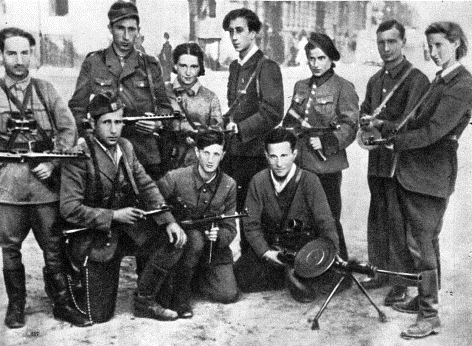
Jüdische Widerstandskämpfer nach der sowjetischen Einnahme Wilnas (Juli 1944), in der Mitte Abba Kovner, ganz rechts Vitka Kempner

Im Juni 1940 wurde Wilna von Truppen der Roten Armee besetzt und alle nichtkommunistischen Jugendverbände wurden verboten. Die zionistischen Jugendverbände setzten ihre Arbeit im Untergrund fort. Nach dem deutschen Überfall auf die Sowjetunion kam Wilna unter deutsche Kontrolle. Da die zionistischen Verbände bereits über eine Untergrundorganisation verfügten, konnten sie zahlreiche ihrer Mitglieder dem Zugriff der Einsatzgruppen entziehen, die kurz nach der Eroberung der Stadt am 24. Juni 1941 mit der Ermordung der jüdischen Einwohner der Stadt begannen. Bis Dezember 1941 waren in Paneriai bereits über 47.000 Menschen ermordet worden.
Bei einem Treffen von 150 Mitgliedern der zionistischen Jugendbewegungen im Ghetto am 31. Dezember 1941 wurde zum ersten Mal Abba Kovners Manifest „Geht nicht wie die Schafe zur Schlachtbank“ verlesen, in dem er zum bewaffneten Kampf gegen die Nationalsozialisten aufrief. Am 21. Januar 1942 erfolgte dann der Beschluss der Vertreter zahlreicher Jugendverbände zur Bildung einer einheitlichen Widerstandsorganisation, der FPO. Lediglich die HeChaluz haZaʿir Dror unter der Leitung von Mordechai Tenenbaum war bei dem Treffen nicht vertreten und trat der FPO nicht bei. Der Kommunist Jitzchak Wittenberg wurde zum Kommandeur gewählt, Abba Kovner, Nissan Reznik und Josef Glazmann bildeten den Stab. Die etwa 250 Kämpfer der FPO waren in Zellen von fünf Kämpfern gegliedert. Drei Zellen bildeten einen Zug, sechs bis acht Züge ein Bataillon. Insgesamt verfügte die FPO über zwei Bataillone sowie Einheiten, die direkt dem Oberkommando unterstanden.

## Aktivitäten
Die FPO befasste sich zunächst damit, den bewaffneten Kampf im Ghetto vorzubereiten und Waffen zu beschaffen. Daneben wurden auch Boten in andere Ghettos in Litauen, Belarus und Polen geschickt, um dort von der Ermordung der litauischen Juden zu berichten. Eine Zusammenarbeit mit der polnischen Heimatarmee kam nicht zustande, dafür gelang es, mit einer kleinen kommunistischen Gruppe in Wilna Kontakt aufzunehmen.
Einheiten der FPO zerstörten Gleisanlagen außerhalb des Ghettos, während einzelne Mitglieder die deutschen Betriebe, in denen sie arbeiteten, sabotierten. Als Wittenberg, der Anführer der FPO, am 5. Juli 1943 verhaftet wurde, gelang es Einheiten der FPO, ihn zu befreien. Allerdings stellte sich Wittenberg am nächsten Tag den Deutschen, als diese damit drohten, die Juden im Wilnaer Ghetto zu ermorden. In der Nacht beging er in deutscher Haft Selbstmord.
Da sich im Zuge der Befreiungsaktion gezeigt hatte, dass die FPO nicht auf die Unterstützung der Ghettobewohner zählen konnte, beschloss man, Stützpunkte im Naratsch-Wald zu errichten.
Als am 1. September 1943 die SS damit begann, die verbliebenen Ghettobewohner nach Estland zu deportieren, bezog die FPO die vorbereiteten Verteidigungsstellungen im Ghetto und rief die Bevölkerung dazu auf, dagegen Widerstand zu leisten. Da die Mehrzahl der Ghettobewohner jedoch den deutschen Ankündigungen, es handle sich um einen Arbeitseinsatz, Glauben schenkte, scheiterte der Plan. Als die SS später das Ghetto durchkämmte, kam es zu bewaffneten Zusammenstößen mit Kämpfern der FPO.
Nach dem Scheitern des Aufstandsplans beschloss die FPO-Führung, sich in die vorbereiteten Stützpunkte in den Wäldern von Naratsch und Rūdninkai zurückzuziehen.
Bis zur Auflösung des Ghettos am 23. September 1943 gelang es etwa 500 bis 700 Kämpfern zu entkommen und sich den Partisanen anzuschließen. Dort bildeten sie zunächst eigene jüdische Bataillone, mit der Zeit wurden die FPO-Mitglieder jedoch auf andere Einheiten verteilt, während die ursprünglich jüdischen Einheiten nichtjüdische Mitglieder erhielten.